# Трофей Харламова
Трофей Харламова — нагорода найкращому російському гравцю НХЛ. Присуджується і вручається щорічно газетою «Советский спорт». Названа на честь радянського хокеїста Валерія Харламова. Обрання лауреата відбувається шляхом голосування всіма російськими хокеїстами, що виступають в НХЛ. Вперше була вручена 2003 року.

## Переможці
| Рік  | Гравець                   | Команда                   |
| ---- | ------------------------- | ------------------------- |
| 2003 | Сергій Федоров            | Детройт Ред-Вінгс         |
| 2004 | Ілля Ковальчук            | Атланта Трешерс           |
| 2005 | Не вручалась через локаут | Не вручалась через локаут |
| 2006 | Олександр Овечкін         | Вашингтон Кепіталс        |
| 2007 | Олександр Овечкін         | Вашингтон Кепіталс        |
| 2008 | Олександр Овечкін         | Вашингтон Кепіталс        |
| 2009 | Олександр Овечкін         | Вашингтон Кепіталс        |
| 2010 | Олександр Овечкін         | Вашингтон Кепіталс        |
| 2011 | Павло Дацюк               | Детройт Ред-вінгс         |
| 2012 | Євген Малкін              | Піттсбург Пінгвінс        |
| 2013 | Павло Дацюк               | Детройт Ред-Вінгс         |
| 2014 | Олександр Овечкін         | Вашингтон Кепіталс        |
| 2015 | Олександр Овечкін         | Вашингтон Кепіталс        |